# المتحرية إنجي
المتحرية إنجي مسلسل رسوم متحركة (أنمي ياباني) يحكي قصة فتاة تدعى إنجي فتاة ذكية تجد نفسها في أحد الأيام محتجزة عند لص محترف لتقوم بذكائها الحاد من إخفاق مؤامرة كادت أن تطيح بملكة إنجلترا. تساعد الشرطة في حل الكثير من القضايا المعقدة وتلقي بالكثير من اللصوص خلف القضبان فهي تلك المثابرة التي لايهدأ لها بال إلا حين تكتشف الحقيقة وتقضي على المجرمين. يد العدالة تمتد بعيداً لتقضي على المخربين وانجي متحريتنا الذكية تعتبر يد للعدالة حين يغيب القانون.

## روابط خارجية
- المتحرية إنجي على موقع IMDb (الإنجليزية)
- المتحرية إنجي على موقع كينوبويسك (الروسية)
- المتحرية إنجي على موقع قاعدة بيانات الفيلم (الإنجليزية)
- المتحرية إنجي على موقع ANN anime (الإنجليزية)